# 武夷路127号
武夷路127号（又名武夷路127号住宅或比利时驻上海总领事馆）位于中華人民共和國上海市长宁区武夷路127号，建于1932年，建造前为王家塘乡村，占地面积7700平方米，建筑面积1088平方米，砖木结构，风格为三跨门廊意大利式花园住宅建筑，屋顶弯折处设老虎窗，带草坪，曾作为私宅直到1949年原主人离开，1949年后做过上海日用化工疗养院、意大利领事馆等。现在为武夷路100号（1927年）、淮海中路1131号南楼迁来的比利时驻上海总领事馆，门口有战士站岗。1994年被列为上海市第二批优秀历史建筑
。

## 
1. ↑  武夷路原名“惇信路”（Tunsin Road），修筑于1925年